# Râul Inuc
Râul Inuc este un curs de apă, afluent al râului Nadăș. 